# Canton de Trun
Le canton de Trun est une ancienne division administrative française située dans le département de l'Orne et la région Basse-Normandie.

## Géographie
Ce canton était organisé autour de Trun dans l'arrondissement d'Argentan. Son altitude variait de 62 m (Merri) à 269 m (Écorches) pour une altitude moyenne de 138 m.

## Histoire
De 1833 à 1848, les cantons d'Exmes et de Trun avaient le même conseiller général. Le nombre de conseillers généraux était limité à 30 par département.

## Représentation

### Conseillers d'arrondissement (de 1833 à 1940)
| Période                                  | Période               | Identité                                       | Étiquette | Qualité |
| ---------------------------------------- | --------------------- | ---------------------------------------------- | --------- | --- |
| 1833                                     | 1839                  | M. Paynel-Beauval                              |           | Juge de paix, propriétaire à Trun                                                                           |
| 1839                                     | 1847 (décès)          | Camille Goupil de Préfern (1798-1847)          |           | Ancien magistrat, propriétaire à Tournai-sur-Dive                                                           |
| 1848                                     |                       | Charles Clogenson (1801-1878)                  |           | Notaire à Trun                                                                                              |
|                                          |                       |                                                |           | |
| 1868                                     |                       | Martial Prée                                   |           | Maire de Trun                                                                                               |
|                                          |                       |                                                |           | |
|                                          | 1888 (décès)          | François Alexandre Favey (1812-1888)           |           | Maitre de poste, commissaire de police, suppléant du juge de paix, maire de Trun                            |
|                                          |                       |                                                |           | |
| 1898                                     | 1906                  | Ernest Amourel                                 | Radical   | Médecin à Trun                                                                                              |
| 2 déc. 1906                              |                       | Henri Béchet                                   | Droite    | Propriétaire à Trun                                                                                         |
|                                          |                       |                                                |           | |
| 1919                                     |                       | Gabriel Fontaine                               |           | Agriculteur, maire de Merri                                                                                 |
|                                          |                       |                                                |           | |
|                                          | 22 sept. 1936 (décès) | Comte Jacques de Maussion de Tertu (1889-1936) |           | Maire de Villedieu-lès-Bailleul                                                                             |
| 1940                                     |                       |                                                |           | Les conseils d'arrondissement ont été suspendus par la loi du 12 octobre 1940 et n'ont jamais été réactivés |
| Les données manquantes sont à compléter. |                       |                                                |           | |

### Conseillers généraux de 1833 à 2015
| Période | Période      | Identité                               | Étiquette                            | Qualité |
| ------- | ------------ | -------------------------------------- | ------------------------------------ | --- |
| 1833    | 1842         | Charles Élisabeth François Bouffey     |                                      | Procureur du roi à Caen, ancien juge d'instruction, conseiller municipal d'Argentan                                                          |
| 1842    | 1864         | Jacques Pierre Laurent Godechal-Vorus  |                                      | Propriétaire et avocat, maire de Neauphe-sur-Dive                                                                                            |
| 1864    | 1871         | Edmond Le Bœuf                         |                                      | Général de division, aide de camp de l'Empereur, sénateur (1870), ministre de la Guerre (1869), propriétaire du château de Moncel à Bailleul |
| 1871    | 1881 (décès) | Henri Peltereau                        | Droite                               | Maire de Fontaine-les-Bassets (1875-1880) |
| 1881    | 1906 (décès) | Auguste Canivet                        | Droite                               | Propriétaire du château, maire de Chambois                                                                                                   |
| 1906    | 1931         | Ernest Amourel (1851-1933)             | Rad.                                 | Médecin, maire de Trun, conseiller d'arrondissement                                                                                          |
| 1931    | 1940         | André Longuet des Diguères (1888-1944) | Conservateur-PSF                     | Propriétaire, maire de Saint-Lambert-sur-Dive, nommé membre de la Commission administrative départementale en 1941                           |
|         |              |                                        |                                      | |
| 1945    | 1966 (décès) | Ulysse Houel (1896-1966)               | DVD-RPF puis Républicain indépendant | Agriculteur, maire de Bailleul |
| 1966    | 1994         | François Oriot                         | UDR puis RPR                         | Vétérinaire, maire de Trun (1962-1989) |
| 1994    | 2008         | Pierre Wadier                          | UDF-PR, puis UMP                     | Médecin, adjoint au maire de Trun, président de la communauté de communes                                                                    |
| 2008    | 2015         | Christophe Gérard                      | DVD puis NC-UDI                      | Avocat, adjoint au maire de Neauphe-sur-Dive                                                                                                 |

Le canton participe à l'élection du député de la troisième circonscription de l'Orne.

## Composition

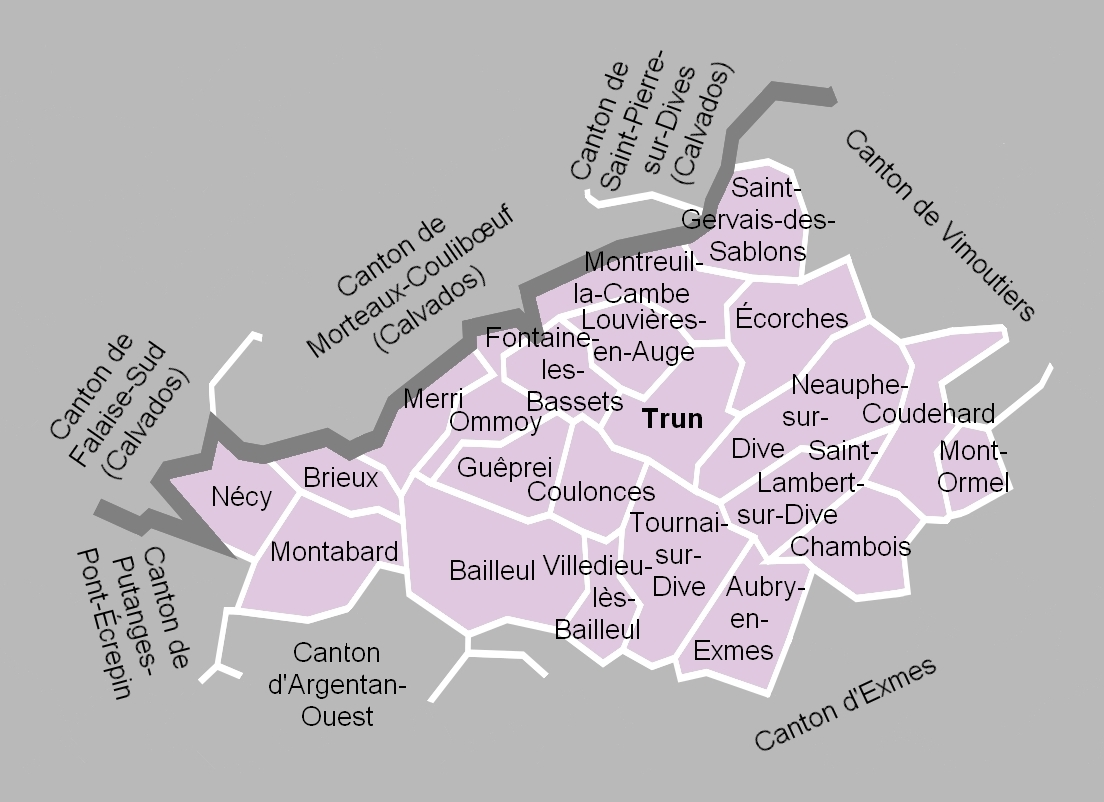
La carte des communes du canton. Les cantons limitrophes étaient ceux de Falaise-Sud, de Morteaux-Coulibœuf, de Saint-Pierre-sur-Dives, de Vimoutiers, d'Exmes, d'Argentan-Ouest et de Putanges-Pont-Écrepin.

Le canton de Trun comptait 5 609 habitants en 2012 (population municipale) et regroupait vingt-deux communes :
- Aubry-en-Exmes ;
- Bailleul ;
- Brieux ;
- Chambois ;
- Coudehard ;
- Coulonces ;
- Écorches ;
- Fontaine-les-Bassets ;
- Guêprei ;
- Louvières-en-Auge ;
- Merri ;
- Montabard ;
- Mont-Ormel ;
- Montreuil-la-Cambe ;
- Neauphe-sur-Dive ;
- Nécy ;
- Ommoy ;
- Saint-Gervais-des-Sablons ;
- Saint-Lambert-sur-Dive ;
- Tournai-sur-Dive ;
- Trun ;
- Villedieu-lès-Bailleul.

À la suite du redécoupage des cantons pour 2015, les communes de Brieux, Montabard et Nécy sont rattachées au canton d'Argentan-1 et les communes d'Aubry-en-Exmes, Bailleul, Chambois, Coudehard, Coulonces, Écorches, Fontaine-les-Bassets, Guêprei, Louvières-en-Auge, Merri, Mont-Ormel, Montreuil-la-Cambe, Neauphe-sur-Dive, Ommoy, Saint-Gervais-des-Sablons, Saint-Lambert-sur-Dive, Tournai-sur-Dive, Trun et Villedieu-lès-Bailleul à celui d'Argentan-2.

### Anciennes communes
Les anciennes communes suivantes étaient incluses dans le canton de Trun :
- Bonmesnil et Sainte-Eugénie, absorbées en 1812 par Aubry-en-Exmes.
- Ligneries et Varry, absorbées en 1813 par Écorches.
- Saint-Léger, absorbée en 1821 par Coudehard.
- Tertu, absorbée en 1821 par Villedieu-lès-Bailleul.
- Le Fouquerant et Quatre-Favrils, absorbées en 1822 par Saint-Gervais-des-Sablons.
- La Poterie-des-Vignats, absorbée en 1839 par Guêprei.
- La Cambe, absorbée en 1858 par Montreuil-la-Motte. La commune prend le nom de Montreuil-la-Cambe.

## Démographie
| 1962  | 1968  | 1975  | 1982  | 1990  | 1999  | 2006  | 2011  | 2012  |
| ----- | ----- | ----- | ----- | ----- | ----- | ----- | ----- | ----- |
| 6 052 | 5 872 | 5 514 | 5 328 | 5 313 | 5 428 | 5 550 | 5 605 | 5 609 |